# LZ 4

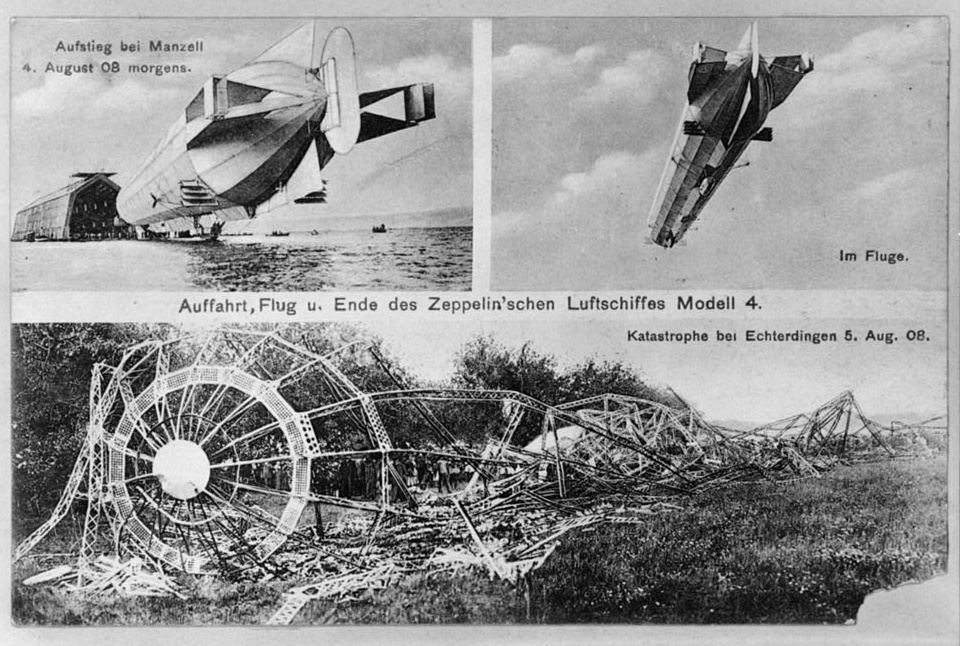
불타고 뼈대만 남은 4호

루프트쉽 체펠린 4는 페르디난트 폰 체펠린이 개발한 경식 비행선이다.
LZ 3호가 성공한 뒤, 경식 비행선 사업에 무관심하던 독일 당국은 LZ 4호가 24시간 동안 비행하면 지원을 해주겠다고 약속했다. 중도에 라인강 상공에서 약간의 말썽이 생겨 불시착을 했으나, 수리 이후 24시간 동안 비행에 성공한 체펠린은 독일의 영웅이 된다.
그러나 착륙 이후 미숙한 지상요원, 파일럿들의 실수로 비행선은 폭발해버리고, 다수의 사상자가 생겼다. 그러나 사고에도 불구하고 경식 비행선은 이후 독일 국민들의 지지를 받게 된다.

## 같이 보기
- 체펠린 비행선 목록